# 纸月亮
《纸月亮》（英語：Paper Moon）是一部1973年的美国喜剧电影，由彼得·博格丹诺维奇执导，采用黑白摄影。剧本根据乔·大卫·布朗的小说《Addie Pray》改编，剧情设定在美国大萧条时期的堪萨斯州。

## 劇情
1936年左右，在堪薩斯的一場葬禮上，前來應卯的親友們生怕沾惹麻煩上身，將撫養死者唯一幼女Addie Loggins的責任推給未前來參加的手足身上，也不肯將小女孩載往能照顧她的人所在。四處兜售聖經的Moses Pray被懷疑是Addie的生父但他嚴詞否認。由於拗不過其餘人等的言詞，他答應將小孩送到她親戚處。但卻先將人載到意外殺死其母的凶手的兄弟處敲竹摃，討價還價以後200元成交。Moses以這筆錢修好自己的車子，買張火車票並拍電報給Addie親人後，想就此將Addie打發走。
人小鬼大的Addie卻主張，如果Moses不是她爸爸，這筆錢就該全歸她所有，否則報警。不想當爸的Moses無奈之下只得帶著Addie一道開車推銷聖經，直到籌集夠200元還給她為止。
Moses的推銷術是依報上的訃聞四處拜訪所登載的住址，向其寡婦聲稱逝者生前曾為家人訂購昂貴的客製化聖經留念，或作為傳家寶。Addie由Moses放在車上的工具察覺他那一套全是詐術，卻也以「女兒」的身份協助Moses圓謊並賺取更多的錢。但她一路上還是時時計算Moses還欠她多少錢。而且她無師自通，青出於藍，懂得觀察客戶的經濟狀況，決定大敲一筆或放過對方。Moses對於她的反客為主非常不悅，而且詐騙的刑期與金額息息相關，在一個人身上詐取太多會打亂了他的盤算。
Addie逐漸替Moses管起帳來，並在聖經售罄後發展出新的賺錢手法，以她幼小無辜的形象迷惑下手的對象。
兩人在地方園遊會上起爭執。Addie想與Moses一起在紙製大月亮上合照卻遭拒絕，因為Moses正努力想追求另一攤的舞者Trixie Delight。園遊會結束後，Trixie及其黑人女僕Imogene一起搭Moses便車離開。被擠到後座的Addie滿心不悅。在與Imogene的閒聊話語中，Trixie似乎品性不端。而且她常要上廁所，好像有健康方面的問題。
Moses在Trixie身上大手大腳的花錢，而且停止了「工作」。而Addie在與Imogene的私下談話中，瞭解到Trixie不但見錢眼開，出賣自己賺外快，還剋扣Imogene的薪資。但在當時的大蕭條中，Imogene不可能找到其他工作。她缺乏路費回家，即使回了家也沒辦法討生活。
Addie為了想坐前座而與Moses攤牌，與Trixie也鬧不愉快。其後Moses新買了輛大車以取悅大家，並在旅館訂了上好的房間。管帳的Addie算出這一筆花了多少錢後大吃一驚，決心甩開這個浮華的女人。她重金買通被奴役的Imogene，撮合Trixie與旅館侍者，讓女方以為有「外快」可賺，又讓男方以為飛來艷福，再設計讓Moses撞破姦情。於是「父女」二人自此與她們分道揚鑣。
在另個市鎮，Addie發現了私酒倉庫並通知Moses，由Moses假裝「有辦法的人」賣私酒給酒商，但酒的來源卻是由私酒倉庫中偷出來的。他們的勾當被身為當地警長的酒商兄弟發現，逮住並訊問「父女」倆卻找不到贜款。Addie趁警長離開時主導一次逃亡，兩人飛車逃到鄉間後，Moses將自己的新車與農夫的破車交換，開出了州界。此時離Addie的目的地已經極近。
在找到地方打尖後，Moses帶著所有的錢出門準備買新行頭以繼續做「生意」，卻發現警長帶同手下已經追了上來。Moses逃逸失敗，挨了一頓拳腳，錢也全都被搶走。Addie鼓勵他「東山再起」，沮喪的Moses卻把Addie帶到了她親戚家讓她自己下車，並再一次否認自己是她爸爸。
Addie受到親人好生招待，卻悶悶不樂。Moses開了一段路後停車抽菸，才發現Addie把園遊會上自己和紙月亮合照的照片留給他作紀念。正當Moses準備再度啟程時，發現Addie帶著行李追了上來。Moses表明不想再和Addie有所牽扯，Addie卻指出他還欠她200元。Moses看似極為生氣，卻又帶著Addie再度踏上旅程。

## 獎項
當時10岁的塔特姆·奥尼尔（與男主角雷恩·歐尼爾在劇中與現實生活均為父女）在本片中的表演获奥斯卡最佳女配角奖。

## 外部連結
- 互联网电影数据库（IMDb）上《纸月亮》的资料（英文）
- AllMovie上《纸月亮》的资料（英文）